# Phanoxyla gehleni
Phanoxyla gehleni är en fjärilsart som beskrevs av Bender. 1942. Phanoxyla gehleni ingår i släktet Phanoxyla och familjen svärmare. Inga underarter finns listade i Catalogue of Life.